# Szegvár
Szegvár é uma vila da Hungria, situada no condado de Csongrád-Csanád. Tem 86,22 km² de área e sua população em 2019 foi estimada em 4.385 habitantes.